# 谎言西西里
《谎言西西里》，前名《西西里艳阳下》，林育贤执导，关锦鹏监制，李准基、周冬雨主演的一部爱情电影。中国于2016年8月9日上映。

## 剧情概述
来中国留学的韩国男孩俊浩发现自己患上脑癌，生命只剩下半年时间，他提前举办自己的葬礼，并用隐形的方式默默守护自己心爱的中国女友小悠，希望她尽早接受他终将永别的残酷现实，走出伤痛，重启人生和爱情。

## 演员
| 演员   | 角色 | 备注                 |
| 李准基 | 俊浩 | 在上海留学的韩国男孩 |
| 周冬雨 | 小悠 | 中国女孩             |
| 阮经天 | 田博 | 一位默默看着小悠男孩 |
| 热依扎 | Lubi |                      |
| 邢佳栋 | 馬帥 |                      |
| 柳善   | 秀貞 |                      |
| 唐菀   | 眼鏡 |                      |

## 制作
2014年9月本片剧本研讨会在北京召开，并获得国家广电总局拍摄制作备案。11月确定男女主角，分别为韩国男演员李准基和中国女演员周冬雨。12月制作方在中国上海、意大利等地勘景。
2015年1月2日在上海正式开机，后赴意大利拍摄，并于3月4日杀青。

## 宣传
2014年12月10日在北京举行启动发布会，男主角李准基、监制关锦鹏、导演林育贤、编剧胡蓉蓉集体亮相。2015年1月19日下午在上海首度开放媒体探班，凤凰出版传媒集团董事长陈海燕、凤凰传奇影业总裁蒋浩、关锦鹏、林育贤、李准基、周冬雨出席。
2016年6月7日下午在北京举行定档发布会，更名为《谎言西西里》，关锦鹏、林育贤、胡蓉蓉，主演李准基、周冬雨、邢佳栋、唐菀、王子子等主创亮相，并现场曝光了先导预告片。
6月24日，因本片入选第16届中国电影华表奖暨中国电影新力量推介盛典，总制片人蒋浩、制片人于昊、监制关锦鹏、编剧胡蓉蓉、主演周冬雨、热依扎、邢佳栋、唐菀等主创阵容亮相红毯进行宣传。
7月6日举办主题曲《为什么我好想告诉他我是谁》MV发布会，监制关锦鹏、导演林育贤、编剧胡蓉蓉携主演邢佳栋、唐菀、王子子出席。主题曲演唱者张碧晨也现身发布会现场。
8月7日在北京举行“七夕只有你”的首映发布会。电影监制关锦鹏、导演林育贤、编剧胡蓉蓉携主演李准基、周冬雨、阮经天、邢佳栋、热依扎、唐菀等出席。

## 電影歌曲
| 曲別   | 歌名                     | 演唱者 | 作詞   | 作曲   | 備註 |
| 主題曲 | 为什么我好想告诉他我是谁 | 张碧晨 | 林奕华 | 黃建為 |      |

## 奖项及提名
| 年度   | 颁奖典礼                             | 獎項               | 姓名           | 结果       |
| ------ | ------------------------------------ | ------------------ | -------------- | ---------- |
| 2016年 | 第20届韩国富川国际幻想电影节         | 亚洲电影联盟推广奖 | 《谎言西西里》 | 入圍短名單 |
| 2016年 | 第3届中澳国际电影节                  | 最佳制片人         | 蒋浩           | 獲獎       |
| 2016年 | 第8届澳门国际电影节                  | 最佳导演           | 林育贤         | 提名       |
| 2016年 | 第8届澳门国际电影节                  | 最佳女主角         | 周冬雨         | 獲獎       |
| 2016年 | 第8届澳门国际电影节                  | 最佳男配角         | 阮经天         | 提名       |
| 2016年 | 第8届澳门国际电影节                  | 最佳摄影           | 金荣号         | 提名       |
| 2017年 | 第34届迈阿密国际电影节“中国电影单元” | 最佳女演员         | 周冬雨         | 提名       |

## 參看
- 限韓令